# Cheumatopsyche tectifera
Cheumatopsyche tectifera är en nattsländeart som beskrevs av G. Marlier 1959. Cheumatopsyche tectifera ingår i släktet Cheumatopsyche och familjen ryssjenattsländor. Inga underarter finns listade i Catalogue of Life.